# Jesus Seminar
Jesus Seminar var ett projekt på Westar Institute bildat av Robert Funk för att utröna frågor om Jesus Kristus historicitet, vem han var, vad han sade och vad han gjorde. Man avgjorde saken genom konsensus, men enskilda deltagare instämde inte nödvändigtvis i gruppens beslut. Seminariet hölls två gånger per år och gav ut tidningen Forum. Efter Robert Funks död 2005 slutade gruppen att träffas regelbundet.
Att projektet kallas seminarium innebär inte att det är ett enskilt möte som hålls en gång, utan det är i ordets grundbetydelse "undervisning i form av att studenterna studerar själva, diskuterar och skriver uppsatser under handledning av en professor".

## Historik
Det första mötet hölls på Berkeley-universitetet 1985 av Robert Funk, exekutiv sekreterare i Society of Biblical Literature (SBL) (ung. Föreningen för biblisk litteratur) och hade c:a 30 deltagare. Gruppen har successivt utökats och hade vid sin upplösning mer än 200 medlemmar.

## Metod
Gruppen studerade Jesus genom att använda en historisk metod baserad på rationalism. Man utgick endast från källorna från det första skiktet av kristen litteratur (från 30-70 e.Kr), beaktade såväl kanoniska som övriga kristna källor, och räknade bara med de uppgifter som bekräftats av flera oberoende källor. Detta kompletterades med nyare rön inom forskningsområdena antropologi, historia och textanalys.
För att uppnå konsensus använde man ett röstförfarande med olikfärgade röstsedlar som lades i röstlådor och räknades. Rött indikerade att man ansåg ett Jesusord vara autentiskt, rosa att man hade vissa reservationer men ändå ansåg att det huvudsakligen kunde tillskrivas Jesus, grått att man inte trodde att det var autentiskt men att det ändå kunde kasta ljus över vem Jesus var och svart att man ansåg att det inte var något som Jesus kunde ha sagt.

## Kritik mot Jesusseminariet
Projektets vetenskapliga ansats och metodologi har skarpt kritiserats av etablerade bibelforskare. Marcus Borg utmålas som en charlatan av sina kritiker.[källa behövs] Eftersom han uttryckligen avvisar Jesu uppståndelse från de döda, kan man med fog ifrågasätta om Jesus Seminar är en kristen rörelse[källa behövs]. Dock utger de sig inte för att vara en kristen rörelse, utan deras syfte anges som att ta reda på vem Jesus var[källa behövs]. I gruppen ingår såväl kristna som icke-kristna forskare.
Enligt seminariets egen utsago består kritiken mest av hörsägen och känslomässiga reaktioner[källa behövs]. Som exempel tar man upp att somliga betraktar röstningsproceduren som ytterst oseriös, men man menar att diskussionen som föregår röstningen, och de argument som då läggs fram, är intressantare än slutsatsen som sådan. Dessa publiceras också tillsammans med gruppens gemensamma slutsats[källa behövs].
Seminariet erkänner också att en omröstning inte kan avgöra vad som är sanning, men menar att det indikerar det bästa omdömet från ett betydande antal forskare som medverkar vid mötet.
Kritiken rör också att seminariet alltför lättvindigt accepterar bland annat Q-källan som historiskt dokument - trots att det inte finns några arkeologiska lämningar efter det - och att Jesus har existerat.[källa behövs]

## Kända medlemmar av Jesus Seminar
- Karen Armstrong - har skrivit flera böcker om kristendomens tidiga historia, däribland Historien om Gud och Historien om Jerusalem.
- Marcus Borg - anses av somliga vara en ledande figur och har skrivit flera böcker om Jesus.
- John Dominic Crossan - professor emeritus i religionsstudier vid DePaul University, Chicago. Har skrivit ett tjugotal böcker om Jesus.
- Robert Funk - seminariets grundare.
- Elaine Pagels - bland annat deltagit med arbetet med skrifterna från Nag Hammadi. Författare av "The Gnostic Gospels" och "The Origin of Satan".
- Robert M. Price - undervisar i filosofi och religion vid Johnston Community College, North Carolina. Grundare av tidskriften The Journal of Higher Criticism.
- John Shelby Spong - Pensionerad biskop i episkopalkyrkan. Ifrågasätter fundamentalistisk kristendom.
- Walter Wink - professor emeritus, freds- och konfliktforskare med mera.